# Си Роуд (Калифорнија)
Си Роуд (енгл. C-Road) насељено је место без административног статуса у америчкој савезној држави Калифорнија.

## Демографија
По попису из 2010. године број становника је 150, што је 2 (-1,3%) становника мање него 2000. године.
| Група             | 2000.       | 2010.       |
| Белци             | 141 (92,8%) | 138 (92,0%) |
| Афроамериканци    | 4 (2,6%)    | 0 (0,0%)    |
| Азијати           | 3 (2,0%)    | 2 (1,3%)    |
| Хиспаноамериканци | 2 (1,3%)    | 9 (6,0%)    |
| Укупно            | 152         | 150         |